# Volkshochschule

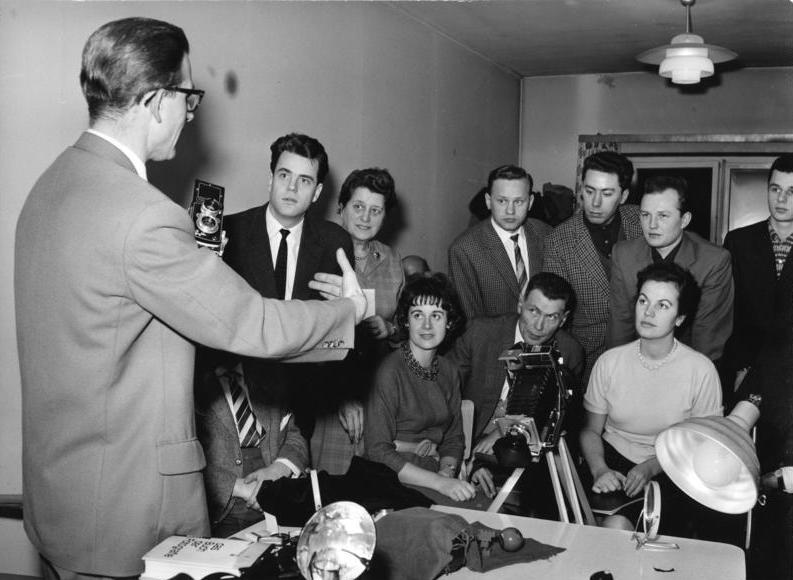
Kurz fotografie pro pokročilé na frankfurtské Volkshochschule, 1961

Volkshochschule (zkráceně VHS, česky doslova lidová vysoká škola) je v německém prostředí nezisková instituce zaměřená na vzdělávání dospělých a na další vzdělávání. I přes svůj název nejsou tato zařízení vysokými školami v rámci terciárního vzdělávání. V Německu jsou klasifikována jako součást kvartérního sektoru dalšího vzdělávání.
Termín Volkshochschule zavedl kolem roku 1844 dánský intelektuál Nikolaj Frederik Severin Grundtvig (dánsky folkehøjskole).
Každá Volkshochschule je nezávislá. Ve všech spolkových zemích (s výjimkou městských států) však existují zemské asociace, které řídí společné záležitosti, vedou jednání na zemské či spolkové úrovni a organizují úzkou spolupráci mezi jednotlivými zařízeními. Všechny zemské asociace jsou členy Deutscher Volkshochschul-Verband (DVV).

## Volkshochschule v Československu

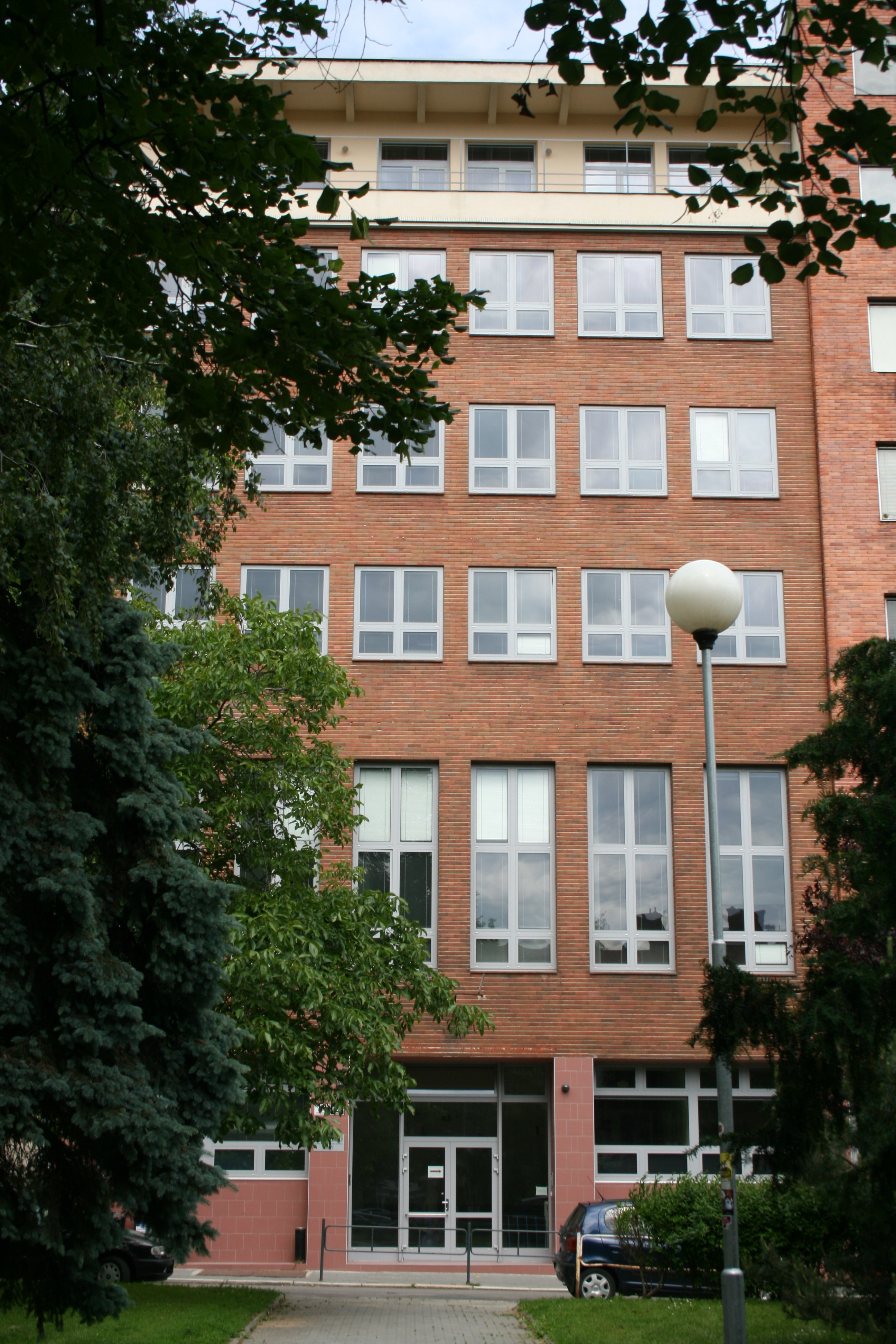
Deutsche Masaryk-Volkshochschule architekta Heinricha Bluma, dnes budova N Masarykovy univerzity

Koncept Volkshochschule byl známý také v meziválečném Československu. V Brně vznikla německojazyčná Volkshochschule v roce 1920, později se na počest prvního československého prezidenta přejmenovala na Deutsche Masaryk-Volkshochschule (Německá Masarykova lidová vysoká škola). Škola se kromě jiného snažila o přátelské soužití všech obyvatel Brna bez nacionalistických kontroverzí. Například ve školním roce 1936/1937 pořádala kurzy němčiny pro české děti a naopak kurzy češtiny pro děti německé. Od školního roku 1931/1932 sídlila brněnská Volkshochschule ve vlastní budově, kterou navrhl architekt Heinrich Blum.

### Webové odkazy
- Deutscher Volkshochschul-Verband
- Deutsche Masaryk-Volkshochschule v Encyklopedii dějin Brna